# Suur-Tapiola
Suur-Tapiola (suédois : Stor-Hagalund) est un district de la ville d'Espoo qui regroupe les quartiers de Haukilahti, Laajalahti, Mankkaa, Niittykumpu, Otaniemi, Pohjois-Tapiola, Tapiola et Westend.

## Présentation
Suur-Tapiola abrite 46 052 habitants (31.12.2016) pour une superficie de 25,1 km2 (31.12.2004).
Les districts limitrophes de Suur-Tapiola sont Suur-Leppävaara et Suur-Matinkylä.   Tapiola est le centre administratif de Suur-Tapiola.  

## Galerie

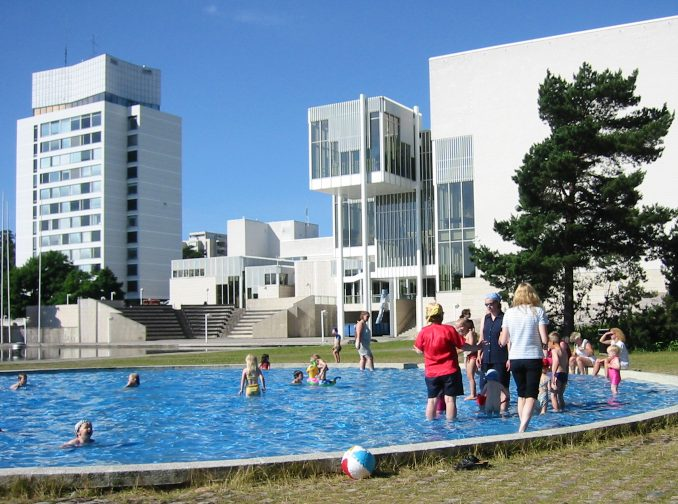
Centre de Tapiola.
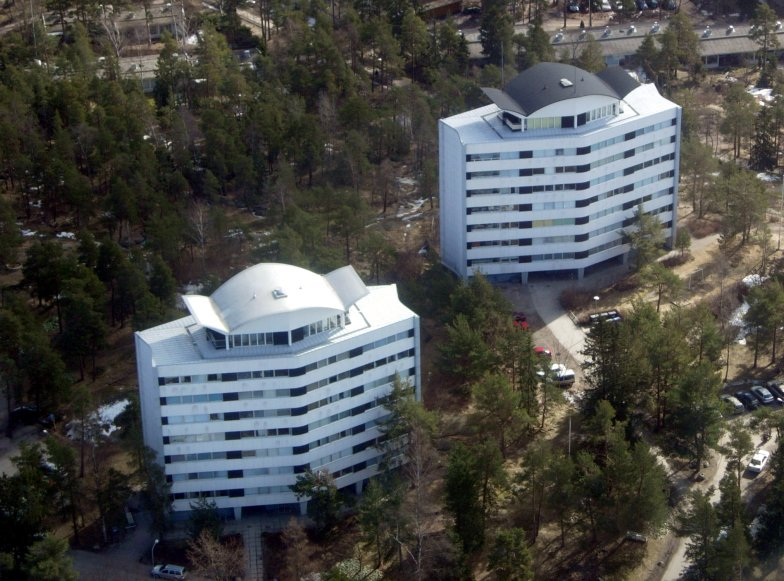
Bâtiments Taskumatti à Tapiola.
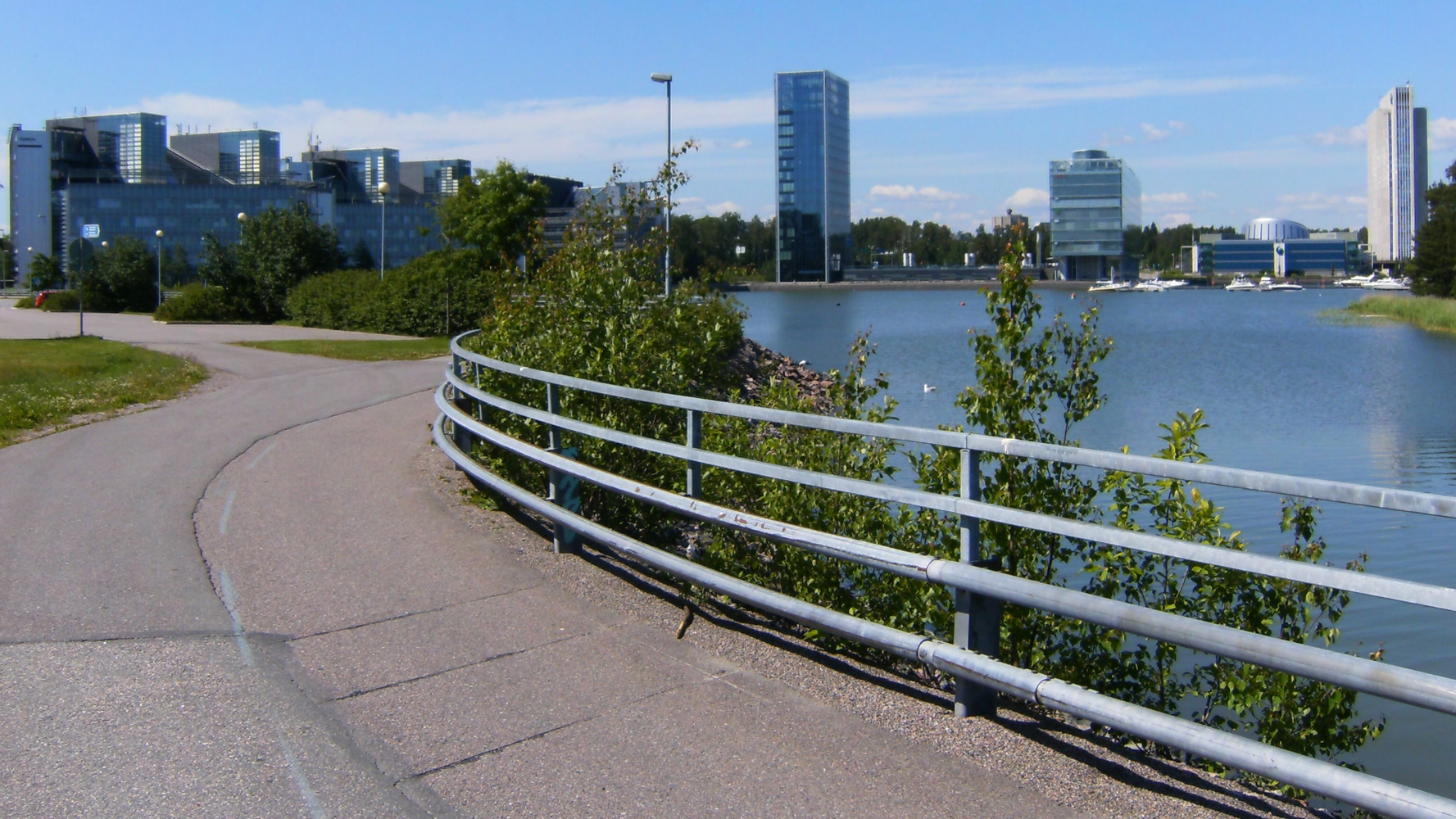
Vue des sièges sociaux de  Keilaniemi.
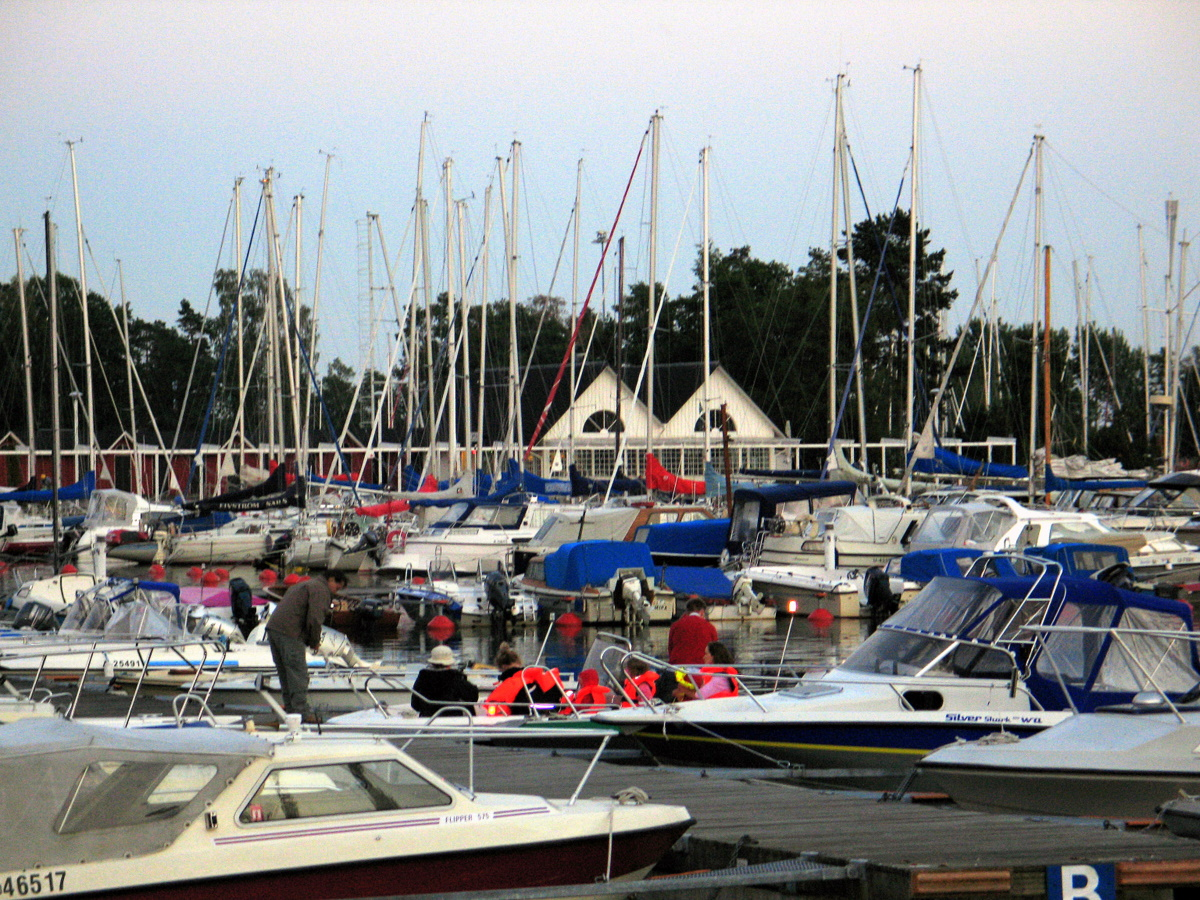
Port de plaisance d'Haukilahti.